# Broad Ripple Park Carousel

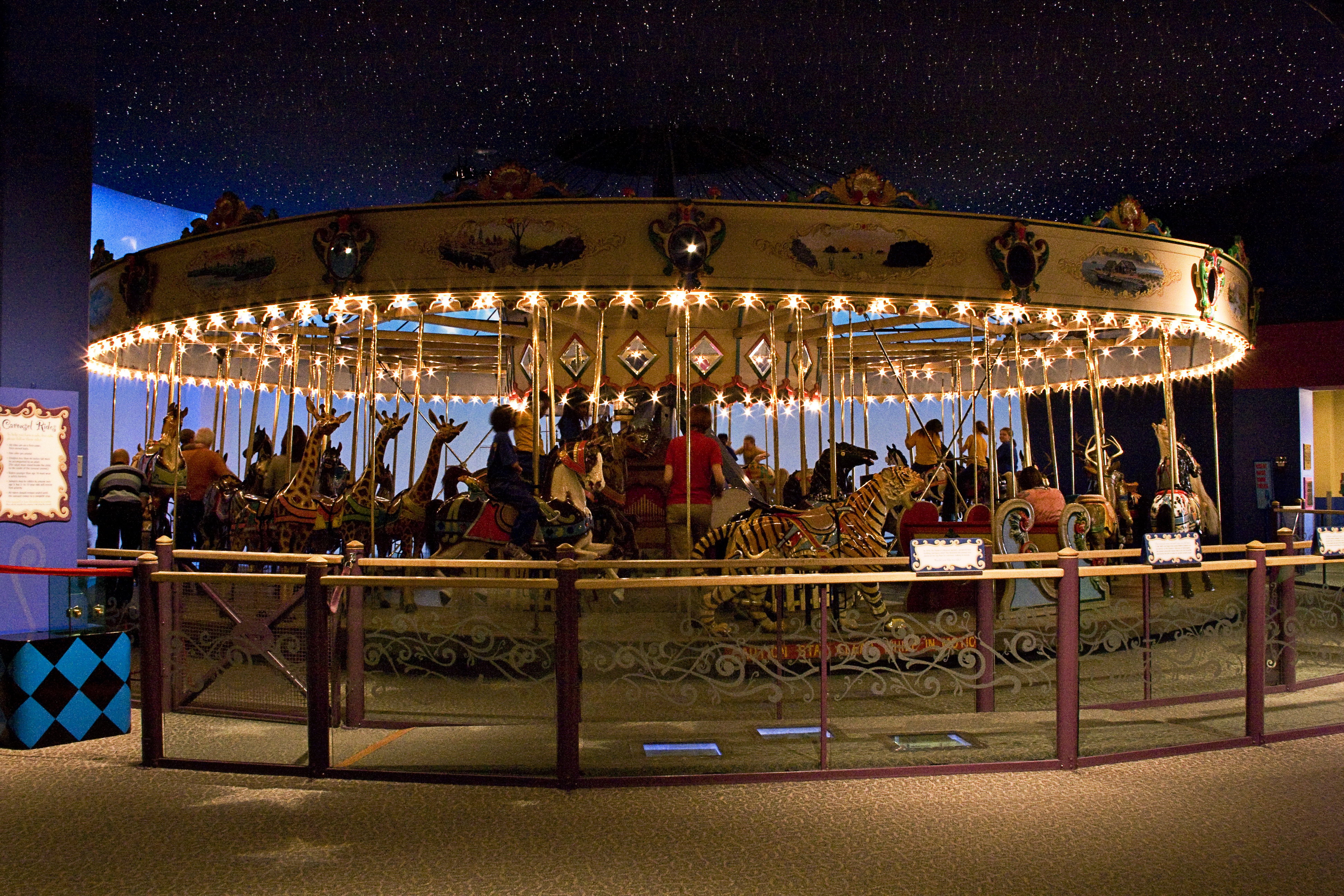
La giostra esposta all'interno del Museo dei bambini di Indianapolis

Broad Ripple Park Carousel è un'antica giostra esposta all'interno del Museo dei bambini di Indianapolis. 

## Storia
La giostra è stata installata nel 1917 in un Luna park a Indianapolis nell'Indiana, dove rimase fino a quando l'edificio che lo ospitava crollò, nel 1956. Il meccanismo originale della giostra è stato distrutto, ma gli animali rimasero relativamente illesi e quindi furono immagazzinati dai gestori del Luna park. Gli animali sono stati creati dalla Dentzel Carousel Company prima del 1900, ma sono stati montati dalla società William F. Mangels, la quale ha anche fornito il motore che muove la giostra. 
Il Museo dei bambini di Indianapolis acquistò i primi due animali provenienti dalla giostra nel 1965, gli ultimi nel 1973. Il museo aveva originalmente l'intenzione di vendere alcuni degli animali per finanziare il restauro di alcuni altri, ma il direttore del museo è stato convinto dagli appassionati a ricreare la giostra completa. Il restauro degli animali scolpiti iniziò nel 1966 e terminò con il ripristino dell'intera giostra nel 1977. È stato aggiunto un Organo da fiera Wurlitzer del 1919 modello # 146-B, un tipo prodotto solo per giostre. A seguito del restauro, la giostra ha un totale di quarantadue animali, tra i quali cavalli, capre, giraffe, cervi, un leone ed una tigre. La giostra è stata inclusa nella lista dei monumenti storici nazionali nel 1987.